# Groeve Spaubeek

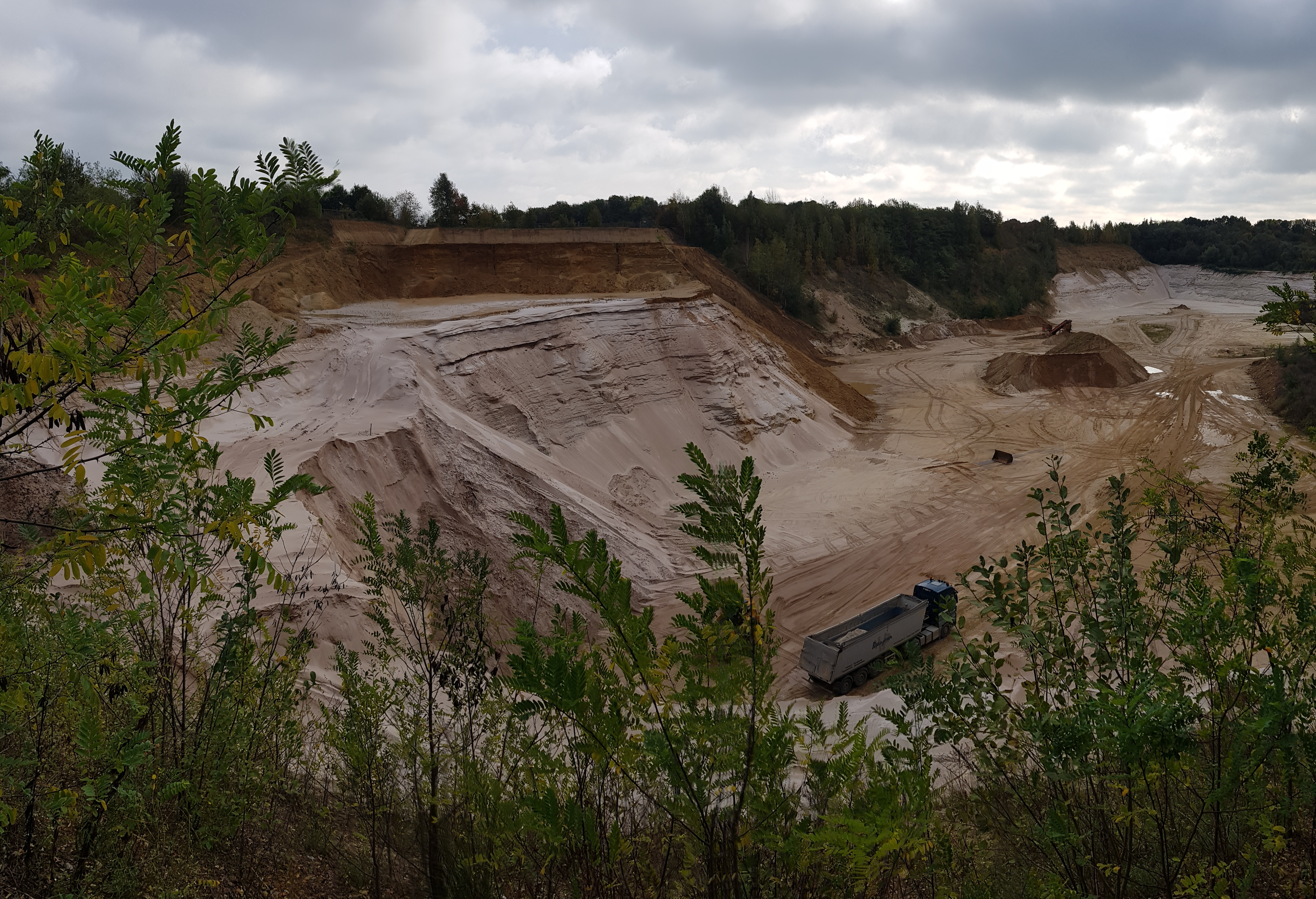
Groeve Spaubeek in 2019

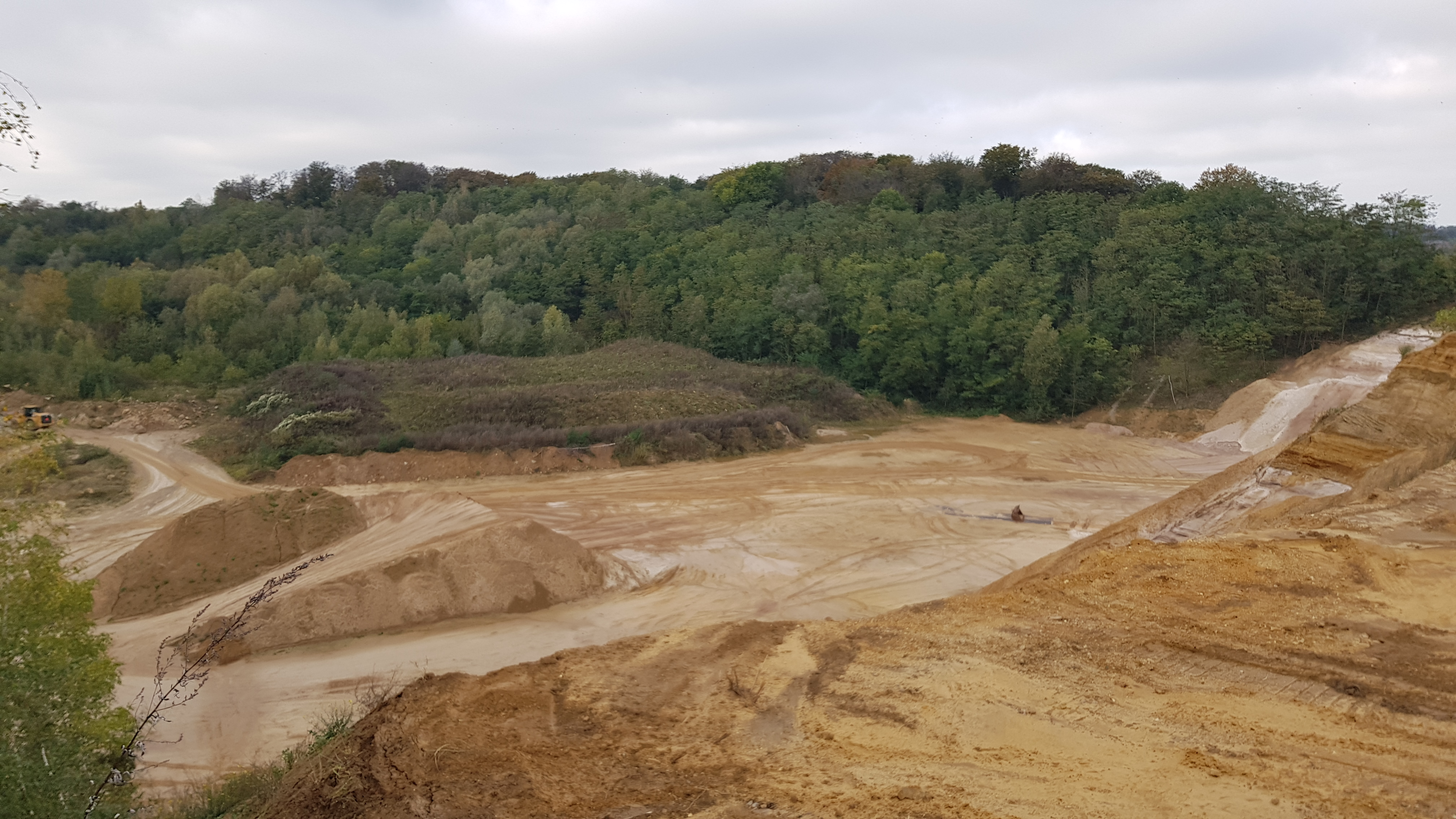
de groeve gezien vanuit het oosten

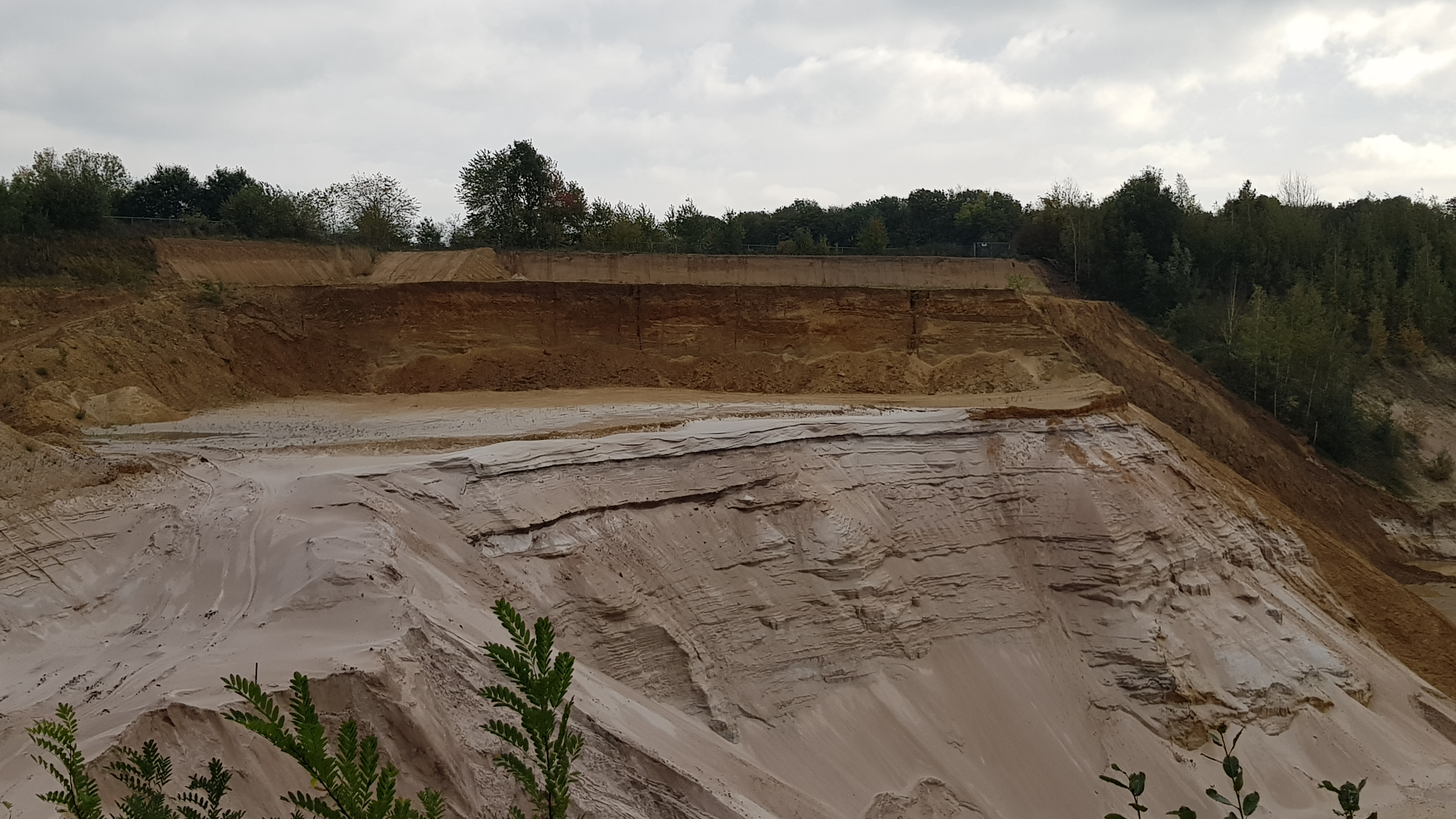
de verschillende bodemlagen zichtbaar in het talud

De Groeve Spaubeek, Groeve Houben of Groeve Bruls is een zand- en grindgroeve en geologisch monument in Nederlands Zuid-Limburg in de gemeente Beek. De groeve ligt ten oosten van het dorp Spaubeek en ten oosten van het hellingbos Spaubekerbos in het noordelijke deel van het Centraal Plateau.
Op ongeveer 500 meter naar het oosten ligt de Groeve Nagelbeek en op ongeveer 200 meter naar het noordoosten ligt het bosgebied Diependaal met Geologisch monument Diependaal. Langs de groeve loopt het Pieterpad.
De vloer van de groeve ligt op een hoogte van 90,8 meter boven NAP en heeft een oppervlakte van 25 hectare.

## Geschiedenis
In 1965 begon men met het afgraven van zand en grind uit de groeve. De groeve werd in vier fases ontgonnen, waarbij men begon in het zuidelijk deel. Na de vergraving werd het gebied van de eerste fase als stort gebruikt van schone grond, bouw- en sloopafval en bedrijfsafval en werd vervolgens afgedekt met een nieuwe bovenlaag. In de jaren 1980 werd het gebied van de tweede fase (4 hectare), gelegen direct ten noordoosten van de eerste fase, gebruikt voor de stort van papierslib dat restafval was bij papierfabricage. Deze laag papierslib is acht tot dertig meter dik, heeft een harde bovenlaag, maar het onderliggende slib heeft slechts beperkt draagkracht. In de jaren 1990 kwam de ontginning in het gebied van de derde fase ten einde, het gebied ten noorden van de eerste fase en ten noordwesten van de tweede fase.
In 2006 liep de vergunning voor het mogen afgraven af en werd de groeve buiten gebruik gesteld.
In september 2014 verkreeg men een nieuwe vergunning om voor een periode van acht jaar de groeve verder af te graven. In het daarop volgende jaar dient de groeve door de onderneming te worden afgewerkt.

## Geologie
De bodem ter plaats van de groeve bestaat uit een humuslaag van ongeveer 30 centimeter, gevolgd door een laag löss uit het Laagpakket van Schimmert met een dikte van ongeveer vijf meter, daaronder een ongeveer tien meter dik pakket aan zand en grind uit het Laagpakket van St. Geertruid dat door de Westmaas in het Pleistoceen afgezet is en ten slotte enkele door de zee afgezette zandlagen die stammen uit het Mioceen. Deze zandlagen zijn matig grof en zijn enerzijds witgrijs van kleur, uit het Laagpakket van Heksenberg, of geelgroen van kleur, uit het Laagpakket van Kakert.